# Ecliptopera subcanescens
Ecliptopera subcanescens là một loài bướm đêm trong họ Geometridae.